# Muş (provincie)
Muş (Koerdisch: Mûş)  ( Armeens : Moosh (Մուշ ) is een provincie in Turkije. De provincie is 8196 km² groot en heeft 408.809 inwoners (2019). De hoofdstad is het gelijknamige Muş.

## Bevolking
In 1935 telde de provincie Muş 143.527 inwoners: 73.217 mannen en 70.310 vrouwen. De bevolking leefde toen overwegend op het platteland; de urbanisatiegraad bedroeg slechts 14,5% van de bevolking. De bevolking van Muş nam langzaam maar geleidelijk toe gedurende de twintigste eeuw. In 2000 werd een maximum van 453.654 inwoners geregistreerd. Vanaf dat moment begon het inwonersaantal te dalen. Sinds het begin van de 21e eeuw is de bevolking van Muş nauwelijks toegenomen. In 2019 telde Muş 408.809 inwoners, waarvan 208.534 manmen en 200.275 vrouwen. De reden voor de minimale groei is de massale emigratie van de bevolking. Het bruto geboortecijfer is daarentegen relatief hoog: met ongeveer 25‰ in 2019 heeft Muş het op twee na hoogste geboortecijfer in Turkije (nationaal: 14‰). Ook het vruchtbaarheidscijfer van 3.15 kinderen per vrouw is relatief hoog voor Turkse begrippen (nationaal: 1.88). Jaarlijks verlaten echter tussen de 5 à 15.000 personen de provincie, voor vanwege de beperkte economische mogelijkheden. Desalniettemin is de bevolking van Muş vrij jong. Ongeveer 34,60% van de bevolking is tussen de 0-14 jaar, 29,51% is tussen de 15-29 jaar, 22,21% is tussen de 30-49 jaar, 8,64% is tussen de 50-64 jaar en slechts 5,04% is 65 jaar of ouder.

## Bestuurlijke indeling

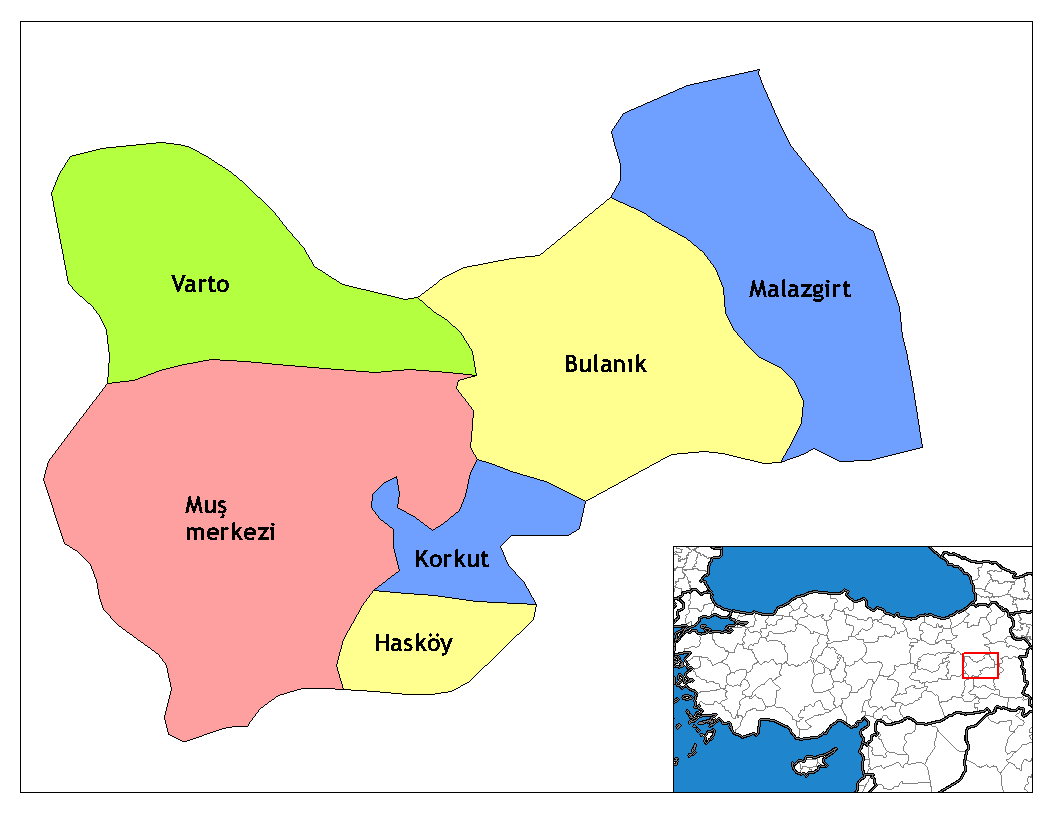
Districten van Muş

### Districten
De provincie bestaat uit de volgende zes districten:
| - Bulanık - Hasköy - Korkut | - Malazgirt - Muş - Varto |